# Championnat d'Europe de badminton par équipes mixtes 2008
Navigation
Bois-le-Duc 2006 Liverpool 2009
La 19e édition du Championnat d'Europe de badminton par équipes mixtes, se tient  à Herning au Danemark, du 12 au 15 avril 2008.
La compétition est suivie des championnats d'Europe, épreuve individuelle.

## Matches de groupe
- Pour chaque groupe, l'équipe classée à la première place est qualifiée pour les demi-finales.

| Équipe   | J | V | D | MP | MC | +/- | Points |
| -------- | - | - | - | -- | -- | --- | ------ |
| Danemark | 3 | 3 | 0 | 14 | 1  | +13 | 3      |
| Russie   | 3 | 2 | 1 | 8  | 7  | +1  | 2      |
| Écosse   | 3 | 1 | 2 | 6  | 9  | -3  | 1      |
| Estonie  | 3 | 0 | 3 | 2  | 13 | -11 | 0      |

| 12 avril | Danemark | 4 | 1 | Estonie |
| 12 avril | Écosse   | 2 | 3 | Russie  |
| 12 avril | Danemark | 5 | 0 | Écosse  |
| 12 avril | Estonie  | 0 | 5 | Russie  |
| 13 avril | Danemark | 5 | 0 | Russie  |
| 13 avril | Estonie  | 1 | 4 | Écosse  |

| Équipe   | J | V | D | MP | MC | +/- | Points |
| -------- | - | - | - | -- | -- | --- | ------ |
| Pays-Bas | 3 | 3 | 0 | 13 | 2  | +11 | 3      |
| Ukraine  | 3 | 2 | 1 | 8  | 7  | +1  | 2      |
| Suède    | 3 | 1 | 2 | 6  | 9  | -3  | 1      |
| Irlande  | 3 | 0 | 3 | 3  | 12 | -9  | 0      |

| 12 avril | Pays-Bas | 5 | 0 | Irlande |
| 12 avril | Ukraine  | 3 | 2 | Suède   |
| 12 avril | Pays-Bas | 4 | 1 | Ukraine |
| 12 avril | Irlande  | 2 | 3 | Suède   |
| 13 avril | Pays-Bas | 4 | 1 | Suède   |
| 13 avril | Irlande  | 1 | 4 | Ukraine |

| Équipe     | J | V | D | MP | MC | +/- | Points |
| ---------- | - | - | - | -- | -- | --- | ------ |
| Angleterre | 3 | 3 | 0 | 13 | 2  | +11 | 3      |
| France     | 3 | 2 | 1 | 9  | 6  | +3  | 2      |
| Tchéquie   | 3 | 1 | 2 | 6  | 9  | -3  | 1      |
| Islande    | 3 | 0 | 3 | 2  | 13 | -11 | 0      |

| 12 avril | Angleterre | 5 | 0 | Islande  |
| 12 avril | Tchéquie   | 2 | 3 | France   |
| 13 avril | Angleterre | 4 | 1 | Tchéquie |
| 13 avril | Islande    | 0 | 5 | France   |
| 13 avril | Angleterre | 4 | 1 | France   |
| 13 avril | Islande    | 2 | 3 | Tchéquie |

| Équipe    | J | V | D | MP | MC | +/- | Points |
| --------- | - | - | - | -- | -- | --- | ------ |
| Pologne   | 3 | 3 | 0 | 9  | 6  | +3  | 3      |
| Allemagne | 3 | 2 | 1 | 12 | 3  | +9  | 2      |
| Bulgarie  | 3 | 1 | 2 | 6  | 9  | -3  | 1      |
| Finlande  | 3 | 0 | 3 | 3  | 12 | -9  | 0      |

| 12 avril | Allemagne | 5 | 0 | Bulgarie |
| 12 avril | Finlande  | 2 | 3 | Pologne  |
| 13 avril | Allemagne | 5 | 0 | Finlande |
| 13 avril | Bulgarie  | 2 | 3 | Pologne  |
| 13 avril | Allemagne | 2 | 3 | Pologne  |
| 13 avril | Bulgarie  | 4 | 1 | Finlande |

## Phase à élimination directe

### Tableau
|  | Demi-finales | Demi-finales |                        |   | Finale   | Finale   |
|  | Demi-finales | Demi-finales |                        |   | Finale   | Finale   |
|  |              |              |                        |   |          |          |
|  | 14 avril     | 14 avril     |                        |   | 15 avril | 15 avril |
|  | 14 avril     | 14 avril     |                        |   | 15 avril | 15 avril |
|  | Pologne      | 0            |                        |   | 15 avril | 15 avril |
|  | Pologne      | 0            |                        |   | 15 avril | 15 avril |
|  | Angleterre   | 3            |                        |   | 15 avril | 15 avril |
|  | Angleterre   | 3            | Angleterre             | 0 |          |          |
|  | 14 avril     |              | Angleterre             | 0 |          |          |
|  |              | Danemark     | 3                      |   |          |          |
|  | Danemark     | Danemark     | 3                      | 3 |          |          |
|  | Danemark     |              |                        | 3 |          |          |
|  | Pays-Bas     | 0            |                        |   |          |          |
|  | Pays-Bas     | 0            | Match pour la 3e place |   |          |          |
|  |              |              |                        |   |          |          |
|  | 15 avril     |              |                        |   |          |          |
|  |              |              |                        |   |          |          |
|  | Pologne      | 3            |                        |   |          |          |
|  | Pologne      | 3            |                        |   |          |          |
|  | Pays-Bas     | 1            |                        |   |          |          |
|  | Pays-Bas     | 1            |                        |   |          |          |

### Demi-finales
| | Pologne                       | 0                                           | -  | 3  | Angleterre |    |    |
| --- | ----------------------------- | ------------------------------------------- | -- | -- | ---------- | -- | -- |
| |                               |                                             |    |    |            |    |    |
| 14 avril 2008 à 14h |                               |                                             |    |    |            |    |    |
| \| 1 \| \| Adam Cwalina / Malgorzata Kurdelska \| 11 \| 14 \| \| \| \| \| 1 \| \| Anthony Clark / Donna Kellogg \| \| 21 \| 21 \| \| \| \| 2 \| \| Hubert Paczek \| \| \| 21 \| 10 \| 14 \| \| 2 \| \| Andrew Smith \| \| \| \| 17 \| 21 \| \| 3 \| \| Anna Narel \| 21 \| \| \| \| 18 \| \| 3 \| \| Elizabeth Cann \| 8 \| \| \| \| \| \| \| \| \| \| \| \| \| \| \| 4 \| \| Michał Łogosz / Wojciech Szkudlarczyk \| 21 \| 21 \| \| \| \| \| 4 \| Anthony Clark / David Lindley \| \| \| \| \| \| \| \| \| \| \| \| \| \| \| \| \| 5 \| \| Malgorzata Kurdelska / Agnieszka Wojtkowska \| \| \| \| \| \| \| 5 \| Gail Emms / Donna Kellogg \| \| \| \| \| \| \| \| \| \| \| \| \| \| \| \| |                               |                                             |    |    |            |    |    |
| 1 |                               | Adam Cwalina / Malgorzata Kurdelska         | 11 | 14 |            |    |    |
| 1 |                               | Anthony Clark / Donna Kellogg               |    | 21 | 21         |    |    |
| 2 |                               | Hubert Paczek                               |    |    | 21         | 10 | 14 |
| 2 |                               | Andrew Smith                                |    |    |            | 17 | 21 |
| 3 |                               | Anna Narel                                  | 21 |    |            |    | 18 |
| 3 |                               | Elizabeth Cann                              | 8  |    |            |    |    |
| |                               |                                             |    |    |            |    |    |
| 4 |                               | Michał Łogosz / Wojciech Szkudlarczyk       | 21 | 21 |            |    |    |
| 4 | Anthony Clark / David Lindley |                                             |    |    |            |    |    |
| |                               |                                             |    |    |            |    |    |
| 5 |                               | Malgorzata Kurdelska / Agnieszka Wojtkowska |    |    |            |    |    |
| 5 | Gail Emms / Donna Kellogg     |                                             |    |    |            |    |    |
| |                               |                                             |    |    |            |    |    |

| | Danemark                                   | 3                                            | -  | 0  | Pays-Bas |    |    |
| --- | ------------------------------------------ | -------------------------------------------- | -- | -- | -------- | -- | -- |
| |                                            |                                              |    |    |          |    |    |
| 14 avril 2008 à 18h |                                            |                                              |    |    |          |    |    |
| \| 1 \| \| Carsten Mogensen / Helle Nielsen \| 21 \| 21 \| \| \| \| \| 1 \| \| Ruud Bosch / Paulien van Dooremalen \| \| 16 \| 16 \| \| \| \| 2 \| \| Tine Rasmussen \| \| \| 21 \| 21 \| \| \| 2 \| \| Rachel Van Cutsen \| \| \| \| 11 \| 16 \| \| 3 \| \| Kenneth Jonassen \| \| \| \| \| 21 \| \| 3 \| \| Eric Pang \| 21 \| \| \| \| \| \| \| \| \| \| \| \| \| \| \| 4 \| \| Jens Eriksen / Martin Lundgaard \| 19 \| 18 \| \| \| \| \| 4 \| Jorrit de Ruiter / Jürgen Wouters \| \| \| \| \| \| \| \| \| \| \| \| \| \| \| \| \| 5 \| \| Kamilla Rytter Juhl / Lena Frier Kristiansen \| \| \| \| \| \| \| 5 \| Paulien van Dooremalen / Rachel Van Cutsen \| \| \| \| \| \| \| \| \| \| \| \| \| \| \| \| |                                            |                                              |    |    |          |    |    |
| 1 |                                            | Carsten Mogensen / Helle Nielsen             | 21 | 21 |          |    |    |
| 1 |                                            | Ruud Bosch / Paulien van Dooremalen          |    | 16 | 16       |    |    |
| 2 |                                            | Tine Rasmussen                               |    |    | 21       | 21 |    |
| 2 |                                            | Rachel Van Cutsen                            |    |    |          | 11 | 16 |
| 3 |                                            | Kenneth Jonassen                             |    |    |          |    | 21 |
| 3 |                                            | Eric Pang                                    | 21 |    |          |    |    |
| |                                            |                                              |    |    |          |    |    |
| 4 |                                            | Jens Eriksen / Martin Lundgaard              | 19 | 18 |          |    |    |
| 4 | Jorrit de Ruiter / Jürgen Wouters          |                                              |    |    |          |    |    |
| |                                            |                                              |    |    |          |    |    |
| 5 |                                            | Kamilla Rytter Juhl / Lena Frier Kristiansen |    |    |          |    |    |
| 5 | Paulien van Dooremalen / Rachel Van Cutsen |                                              |    |    |          |    |    |
| |                                            |                                              |    |    |          |    |    |

### Match pour la troisième place
| | Pologne                                    | 3                                     | -  | 1  | Pays-Bas |    |    |
| --- | ------------------------------------------ | ------------------------------------- | -- | -- | -------- | -- | -- |
| |                                            |                                       |    |    |          |    |    |
| 15 avril 2008 à 14h |                                            |                                       |    |    |          |    |    |
| \| 1 \| \| Przemyslaw Wacha \| 21 \| 17 \| 21 \| \| \| \| 1 \| \| Dicky Palyama \| \| 19 \| 21 \| 15 \| \| \| 2 \| \| Michał Łogosz / Nadieżda Kostiuczyk \| \| \| 21 \| 21 \| \| \| 2 \| \| Jorrit de Ruiter / Ilse Vaessen \| \| \| \| 9 \| 16 \| \| 3 \| \| Anna Narel \| \| \| \| \| 11 \| \| 3 \| \| Judith Meulendijks \| 7 \| \| \| \| \| \| \| \| \| \| \| \| \| \| \| 4 \| \| Michał Łogosz / Przemyslaw Wacha \| 21 \| 21 \| \| \| \| \| 4 \| \| Ruud Bosch / Koen Ridder \| \| 21 \| 18 \| 21 \| \| \| \| \| \| \| \| \| \| \| \| 5 \| \| Kamila Augustyn / Nadieżda Kostiuczyk \| \| \| 11 \| 21 \| 17 \| \| 5 \| Paulien van Dooremalen / Rachel Van Cutsen \| \| \| \| \| \| \| \| \| \| \| \| \| \| \| \| |                                            |                                       |    |    |          |    |    |
| 1 |                                            | Przemyslaw Wacha                      | 21 | 17 | 21       |    |    |
| 1 |                                            | Dicky Palyama                         |    | 19 | 21       | 15 |    |
| 2 |                                            | Michał Łogosz / Nadieżda Kostiuczyk   |    |    | 21       | 21 |    |
| 2 |                                            | Jorrit de Ruiter / Ilse Vaessen       |    |    |          | 9  | 16 |
| 3 |                                            | Anna Narel                            |    |    |          |    | 11 |
| 3 |                                            | Judith Meulendijks                    | 7  |    |          |    |    |
| |                                            |                                       |    |    |          |    |    |
| 4 |                                            | Michał Łogosz / Przemyslaw Wacha      | 21 | 21 |          |    |    |
| 4 |                                            | Ruud Bosch / Koen Ridder              |    | 21 | 18       | 21 |    |
| |                                            |                                       |    |    |          |    |    |
| 5 |                                            | Kamila Augustyn / Nadieżda Kostiuczyk |    |    | 11       | 21 | 17 |
| 5 | Paulien van Dooremalen / Rachel Van Cutsen |                                       |    |    |          |    |    |
| |                                            |                                       |    |    |          |    |    |

### Finale
| | Angleterre                                   | 0                                     | -  | 3  | Danemark |    |    |
| --- | -------------------------------------------- | ------------------------------------- | -- | -- | -------- | -- | -- |
| |                                              |                                       |    |    |          |    |    |
| 15 avril 2008 à 18h |                                              |                                       |    |    |          |    |    |
| \| 1 \| \| Anthony Clark / Donna Kellogg \| 15 \| 24 \| 18 \| \| \| \| 1 \| \| Thomas Laybourn / Kamilla Rytter Juhl \| \| 21 \| 22 \| 21 \| \| \| 2 \| \| Andrew Smith \| \| \| 13 \| 24 \| \| \| 2 \| \| Joachim Persson \| \| \| \| 21 \| 26 \| \| 3 \| \| Tracey Hallam \| \| \| \| \| 13 \| \| 3 \| \| Tine Rasmussen \| 8 \| \| \| \| \| \| \| \| \| \| \| \| \| \| \| 4 \| \| Nathan Robertson / Anthony Clark \| 21 \| 21 \| \| \| \| \| 4 \| Lars Paaske / Jonas Rasmussen \| \| \| \| \| \| \| \| \| \| \| \| \| \| \| \| \| 5 \| \| Gail Emms / Donna Kellogg \| \| \| \| \| \| \| 5 \| Kamilla Rytter Juhl / Lena Frier Kristiansen \| \| \| \| \| \| \| \| \| \| \| \| \| \| \| \| |                                              |                                       |    |    |          |    |    |
| 1 |                                              | Anthony Clark / Donna Kellogg         | 15 | 24 | 18       |    |    |
| 1 |                                              | Thomas Laybourn / Kamilla Rytter Juhl |    | 21 | 22       | 21 |    |
| 2 |                                              | Andrew Smith                          |    |    | 13       | 24 |    |
| 2 |                                              | Joachim Persson                       |    |    |          | 21 | 26 |
| 3 |                                              | Tracey Hallam                         |    |    |          |    | 13 |
| 3 |                                              | Tine Rasmussen                        | 8  |    |          |    |    |
| |                                              |                                       |    |    |          |    |    |
| 4 |                                              | Nathan Robertson / Anthony Clark      | 21 | 21 |          |    |    |
| 4 | Lars Paaske / Jonas Rasmussen                |                                       |    |    |          |    |    |
| |                                              |                                       |    |    |          |    |    |
| 5 |                                              | Gail Emms / Donna Kellogg             |    |    |          |    |    |
| 5 | Kamilla Rytter Juhl / Lena Frier Kristiansen |                                       |    |    |          |    |    |
| |                                              |                                       |    |    |          |    |    |